# Academia China de Ciencias Sociales
La Academia China de Ciencias Sociales (o CASS, por su acrónimo en inglés), con orígenes históricos en la Academia Sínica durante la era de la República de China, es la principal organización nacional de investigación académica integral en la República Popular China para el estudio en los campos de la filosofía y las ciencias sociales. Tiene como propósito avanzar e innovar en la investigación científica de la filosofía, las ciencias sociales y las políticas. Fue descrito por la revista Foreign Policy como el principal think tank en Asia. Está afiliado al Consejo de Estado de la República Popular China.